# Eight Hands One Mind
Eight Hands One Mind (Untertitel In Memory of Bern Nix) ist ein Tonträger des Dom Minasi Guitar Quartet mit Hans Tammen, Harvey Valdes und Briggan Krauss. Die 2019 entstandenen Aufnahmen vom Umfang einer EP erschienen am 12. März 2021 als Download auf dem Label Unseen Rain. Es war eine der letzten Aufnahmesessions Dom Minasis, der Anfang August 2023 im Alter von 80 Jahren starb.

## Hintergrund
Minasi plante Material für vier Gitarren zu schreiben, aber wollte nicht, dass es noch eine herkömmliche Jazzplatte wird. Da sich der Gitarrist sehr für zeitgenössische Musik des 21. Jahrhunderts interessierte, suchte er nach Musikern, die sowohl Blattspieler als auch Improvisatoren sind. Seine Wahl fiel auf Hans Tammen, mit dem er schon zuvor aufgenommen hatte (Alluvium, 2014) und der das Konzept verstand. Hinzu kam Harvey Valdez und angefragt wurde auch Bern Nix. Dieser hatte mit Ornette Coleman gespielt und gelegentlich auch mit Minasi zusammen gearbeitet. Gerade als die letzte Probe vor der Aufnahme anstand, starb Bern Nix Ende Mai 2017. Daraufhin hatte Minasi das Projekt für etwa sechs Monate auf Eis gelegt. Schließlich empfahl Hans Tammen, Briggan Krauss hinzuzuziehen. Dieser war bereit, zur Probe vorbeizukommen, und er passte zu MInasis Vorstellungen.

## Titelliste
- Dom Minasi: Eight Hands One Mind (Unseen Rain)

1. Title One 6:06
2. Sucker’s Paradise 5:14
3. Ooh Taste So Good 4:56
4. Misguided Heart 4:39
5. Eight Hands 5:12
6. Dancing Rosetta 6:23

Die Kompositionen stammen von Dom Minasi.

## Rezeption
Nach Ansicht von Hrayr Attarian, der das Album in All About Jazz rezensierte, habe sich Minasi zu drei anderen unerschrockenen Gitarristen zu einer feurigen und ergreifenden Hommage an einen weiteren Vorreiter, den verstorbenen Gitarristen Bern Nix, gesellt.
Gemeinsam würden die vier Musiker anregende Linien überlagern, die oft gleichzeitig dissonant und lyrisch seien. Das Ergebnis sei ein faszinierender und komplexer Klangteppich. Wie der Titel vermuten lasse, gehe es bei Eight Hands One Mind mehr um den zusammenhängenden Ensembleklang als um einzelne Soli. Dennoch komme die Individualität jedes einzelnen Künstlers immer noch klar und deutlich zum Ausdruck. Die innere Synergie der Gruppe manifestiere sich in der Balance ihrer unverwechselbaren Stile mit einer gemeinsamen musikalischen Vision. Dieses intelligente und bewegende Album sei auch eine passende Hommage an den bahnbrechenden Bern Nix.